# 斐陀国造
斐陀国造（ひだのくにのみやつこ・ひだこくぞう）は斐陀国を支配した国造。斐太国造・飛騨国造とも。

## 概要

### 表記
『先代旧事本紀』「国造本紀」に斐陀国造と表記される他、斐太国造、飛騨国造とも表記される。

### 祖先
- 『先代旧事本紀』「国造本紀」によると、成務朝に瀛津世襲命の子の大八椅命が斐陀国造に任じられたという。

### 氏族
斐陀氏（ひだうじ、姓は国造）で、一族は飛騨氏、斐陀氏とも表記した。史料に見える肥田宿禰もその後裔と見られる。「国造本紀」などの史料に従えば、斐陀国造は物部氏・尾張氏などと同系とされる。

## 本拠
国造の本拠は宮川流域の古川盆地・高山盆地、現在の岐阜県飛騨市古川町から高山市国府町のある高山市北部にかけての地域であったとされる。特に古墳の分布度から古川盆地南部の国府町広瀬・三日町付近に中心域が置かれたと推定されている。

### 支配領域
国造の支配領域は当時斐陀国と呼ばれた地域で、のちの飛騨国一帯。現在の岐阜県高山市・飛騨市・下呂市・白川村にあたる。

## 氏神
岐阜県高山市に鎮座する飛騨国一宮の飛騨一宮水無神社。祭神の水無神は大年神、少名毘古那神、天火明命の別名とする説がある。また罔象女神と見る説もある。中世まで神社を奉斎した一宮氏は国造の後裔と見られる。

### 関連神社
- 飛騨総社（ひだそうしゃ）
岐阜県高山市に鎮座する飛騨国総社。
- 高田神社（たかだじんじゃ）
飛騨市古川町に鎮座する神社で、鴨別雷命や天津彦根命を祀る。
- 荒城神社（あらきじんじゃ）
一説に大荒木命を祀り、斐陀国造との関係が窺われる[1]。
- 阿多由太神社（あたゆたじんじゃ）
高山市国府町に鎮座する神社で、熊野神を祀る。
- 栗原神社（くりはらじんじゃ）
高山市上宝町に鎮座する神社で、五十猛神を祀る。
- 剱緒神社（たちがおじんじゃ）
高山市国府町に鎮座する神社で、国造が勧請したとされる。

## 子孫
- 飛騨高市麻呂
奈良時代の豪族。飛騨国大野郡大領で従五位下。造西大寺判官。
- 飛騨石勝
奈良時代の官人。治部大録。従六位下。
- 飛騨祖門
奈良 - 平安時代の官人。従七位下で飛騨国造に任じられた。主計助、主税助。